# Circuito Urbano de Berlim
O Circuito Urbano de Berlim foi um circuito de rua temporário em Berlim, na Alemanha. Usado apenas no ePrix de Berlim de 2016 da Fórmula E, tinha 2 km de extensão e 11 curvas.
Foi construído após o Aeroporto de Tempelhof, que tinha sediado uma etapa no ano anterior, estar servindo de abrigo para refugiados.
O circuito localizava-se no centro da capital alemã, passando pela Strausberger Platz e pela Alexanderplatz, além de seu pitlane ser na Karl-Marx-Allee.

## Vencedores
| Ano  | Piloto          | Construtor     | Resumo | Fonte |
| ---- | --------------- | -------------- | ------ | ----- |
| 2016 | Sébastien Buemi | Renault e.dams | Resumo | [ 3 ] |